# 芝田 (大阪市)
芝田（しばた）は、大阪府大阪市北区の町名。現行行政地名は芝田一丁目および芝田二丁目。

## 概要
大阪市北区の中央部に広がるキタ（梅田）の繁華街に含まれる。 当地の知名度が高くないため、単に梅田と呼ばれることが一般的である。 JR大阪駅の北東部に位置しており、阪急電鉄の大阪梅田駅や阪急電鉄本社ビル、JR西日本本社ビルなどの鉄道関連の施設が集積している。
東は茶屋町、南は角田町、西は大深町（うめきた）、北は中津・豊崎に接する。阪急の各種施設が集積するため、隣接する茶屋町や角田町などとともに、一帯は「阪急村」と呼ばれている。また、町域内東側には芝田商店街がある。

## 歴史
大半がもと西成郡北野村の一部にあたる。北東端の阪急電鉄本社ビルの所在地はもと同郡南浜村（のち豊崎村大字南浜）の一部、北西端の済生会病院の所在地はもと同郡下三番村（のち中津町大字下三番）の一部となる。

### 沿革
- 1897年（明治30年）4月1日 - 大阪市第一次市域拡張により、北野村が大阪市北区に編入される[5][6]。
- 1900年（明治33年）4月1日 - 大字改編により、旧字名に由来する北野芝田町、北野小深町、北野西之町、北野牛丸町の町名が起立[5][6]。
- 1924年（大正13年）6月1日 - 「北野」の冠称を廃して芝田町、小深町、牛丸町となる。旧：北野西之町は廃止され、その北西部が小深町に編入される[5][6]。
- 1944年（昭和19年） - 牛丸町の西半が大深町に統合される。
- 1978年（昭和53年） - 現行住居表示を実施。芝田1丁目南部に旧：小深町のほぼ全域、芝田2丁目西部に旧：牛丸町の残余が含まれている。

## 世帯数と人口
2019年（平成31年）3月31日現在の世帯数と人口は以下の通りである。
| 丁目               | 世帯数 | 人口  |
| ------------------ | ------ | ----- |
| 芝田一丁目・二丁目 | 98世帯 | 113人 |

### 人口の変遷
国勢調査による人口の推移。
| 1995年（平成7年）  | 470人 | [ 7 ]  |  |
| 2000年（平成12年） | 483人 | [ 8 ]  |  |
| 2005年（平成17年） | 422人 | [ 9 ]  |  |
| 2010年（平成22年） | 351人 | [ 10 ] |  |
| 2015年（平成27年） | 326人 | [ 11 ] |  |

### 世帯数の変遷
国勢調査による世帯数の推移。
| 1995年（平成7年）  | 74世帯 | [ 7 ]  |  |
| 2000年（平成12年） | 95世帯 | [ 8 ]  |  |
| 2005年（平成17年） | 86世帯 | [ 9 ]  |  |
| 2010年（平成22年） | 40世帯 | [ 10 ] |  |
| 2015年（平成27年） | 64世帯 | [ 11 ] |  |

## 学区
市立小・中学校に通う場合、学区は以下の通りとなる。北区内の全ての市立中学校と、大阪市内の小中一貫校が対象で学校選択が可能（抽選を実施）。
| 丁目       | 番   | 小学校             | 中学校             |
| ---------- | ---- | ------------------ | ------------------ |
| 芝田一丁目 | 全域 | 大阪市立扇町小学校 | 大阪市立天満中学校 |
| 芝田二丁目 | 全域 | 大阪市立扇町小学校 | 大阪市立天満中学校 |

## 事業所
2016年（平成28年）現在の経済センサス調査による事業所数と従業員数は以下の通りである。
| 丁目       | 事業所数    | 従業員数 |
| ---------- | ----------- | -------- |
| 芝田一丁目 | 736事業所   | 16,231人 |
| 芝田二丁目 | 424事業所   | 11,826人 |
| 計         | 1,160事業所 | 28,057人 |

## 施設

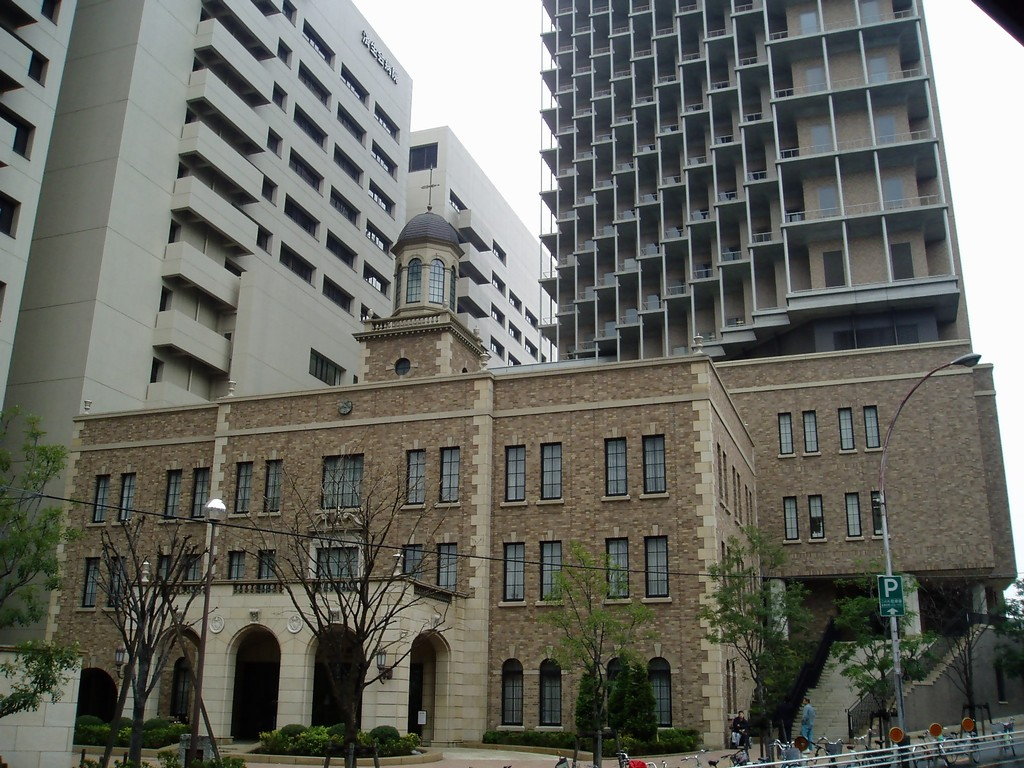
大阪府済生会中津病院

- 阪急ターミナルビル
  - 阪急17番街
- 阪急三番街
- 茶屋町あるこ
- D.D.HOUSE
- 新阪急ホテルアネックス
- 宝塚大学大阪梅田キャンパス
- ウインズ梅田
- JR西日本本社ビル
- 大阪府済生会中津病院
- 梅田清和ビル
- 阪急電鉄本社ビル
- 西善寺

## 交通

### 鉄道
- 阪急電鉄大阪梅田駅

## その他

### 日本郵便
- 〒530-0012[3]（集配局：大阪北郵便局[14]）